# Kormati Mali
Kormati Mali (Kormati 1) je nenaseljeni otočić u hrvatskom dijelu Jadranskog mora.

## Naziv
Lokalno stanovništvo otočiće Kormat 1 i Kormati 2 naziva isključivo jedinstvenim nazivom Kormati. 

## Smještaj
Kormati se nalaze u sjevernom dijelu Jadrana, u Kvarneriću. Smješteni su između otoka Krka i Cresa i zajedno sa susjednim Plavnikom pripadaju krčkom otočju. Od rta Tanka punta ili samo Tanko na otoku Plavniku, su udaljeni manje od 1,5 km. Kormati su zapravo nastavak grebena kojeg čini otok Plavnik. Zbog toga je i more između Kormata i Plavnika znatno pliće od okolnog mora.

## Površina i obala
Njegova površina iznosi 43.840 m². Dužina obalne crte iznosi 1,156 km. Obale su mu niske, ali nepristupačne i stjenovite. Zbog toga što su niski i zbog stjenovitih obala, Kormati su za vrijeme smanjene vidljivosti teško uočljivi.
Na Kormatima obitava velika kolonija galebova.

## Vanjske poveznice
|  | Zajednički poslužitelj ima još gradiva o temi Kormati Mali |